# Maceo Plex
Eric Estornel (Flower Mound, 6 de novembre de 1978), més conegut pels seus noms artístics Maceo Plex, Maetrik i Mariel Ito, és un DJ i productor de música techno establert a Barcelona. És conegut pel seu estil de producció divers influenciat principalment pel house i el techno, però també per elements d'electro i tech house. És un discjòquei habitual de les discoteques eivissenques Space, Amnesia i, des del 2016, Pacha.

## Discografia

### Àlbums d'estudi
- Life Index (Crosstown Rebels, 2011)
- Journey to Solar (Ellum Audio, 2016)
- Solar (Lone Romantic, 2017)
- Mutant Series (Ellum Audio, 2019)

## Com a Maetrik

### Àlbums d'estudi
- Quality Exertion (Treibstoff, 2002)
- Casi Profundo (Treibstoff, 2005)
- My Cyborg Depths (com a Mariel Ito, SCSI-AV, 2005)